# Musée des nationalités du Yunnan
 (octobre 2024).
Si vous disposez d'ouvrages ou d'articles de référence ou si vous connaissez des sites web de qualité traitant du thème abordé ici, merci de compléter l'article en donnant les références utiles à sa vérifiabilité et en les liant à la section « Notes et références ».
Le musée des nationalités du Yunnan (chinois : 云南民族博物馆 ; pinyin : yúnnán mínzú bówùguǎn) est un musée d'ethnologie et d'anthropologie, situé à Kunming, capitale de la province du Yunnan, en République populaire de Chine.
Le musée comporte des éléments tels que les biomes dans lesquels vivent ces minorités, leurs coutumes religieuses, arts ou leurs cultures.

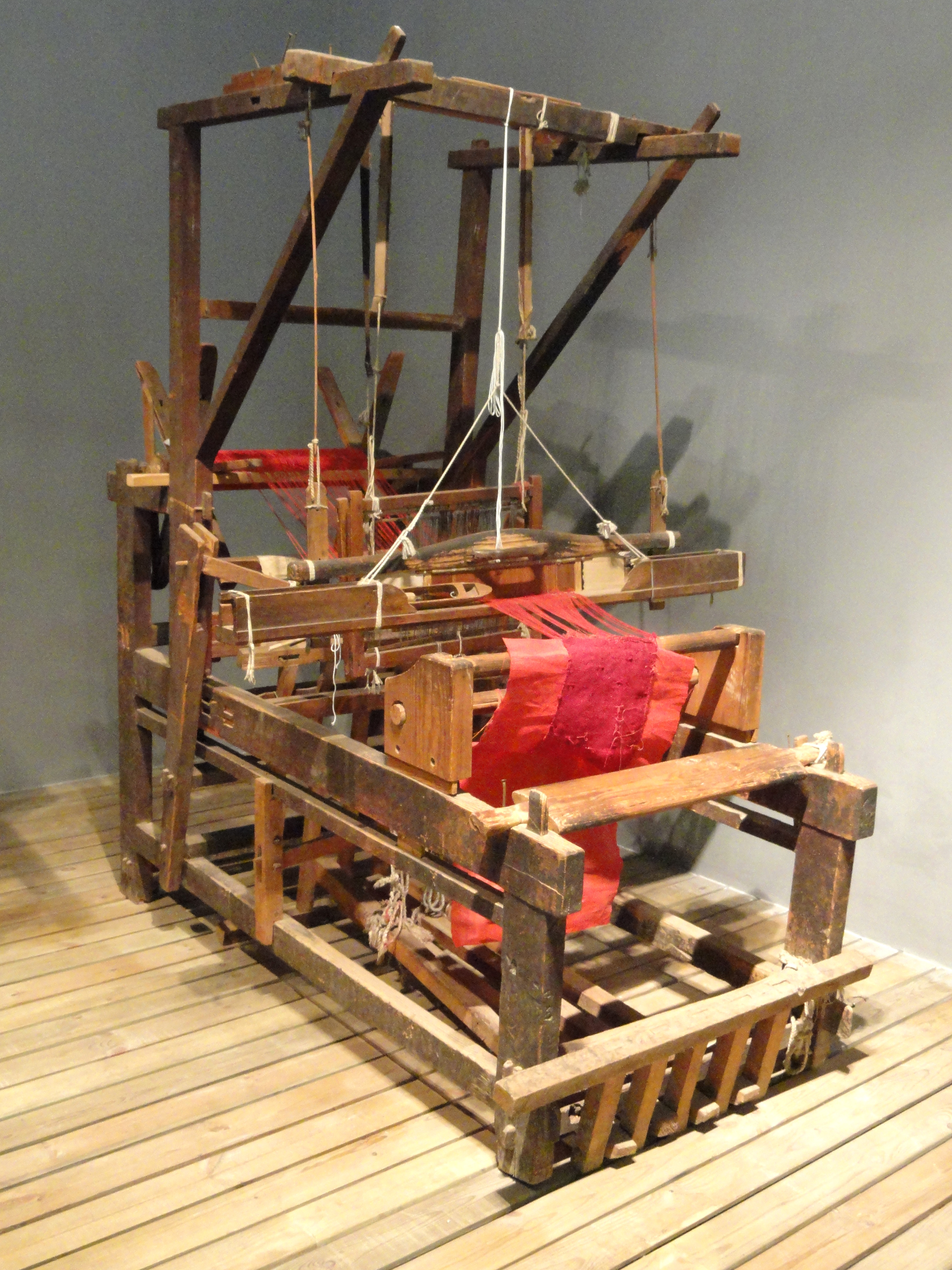
métier à tisser des Naxi
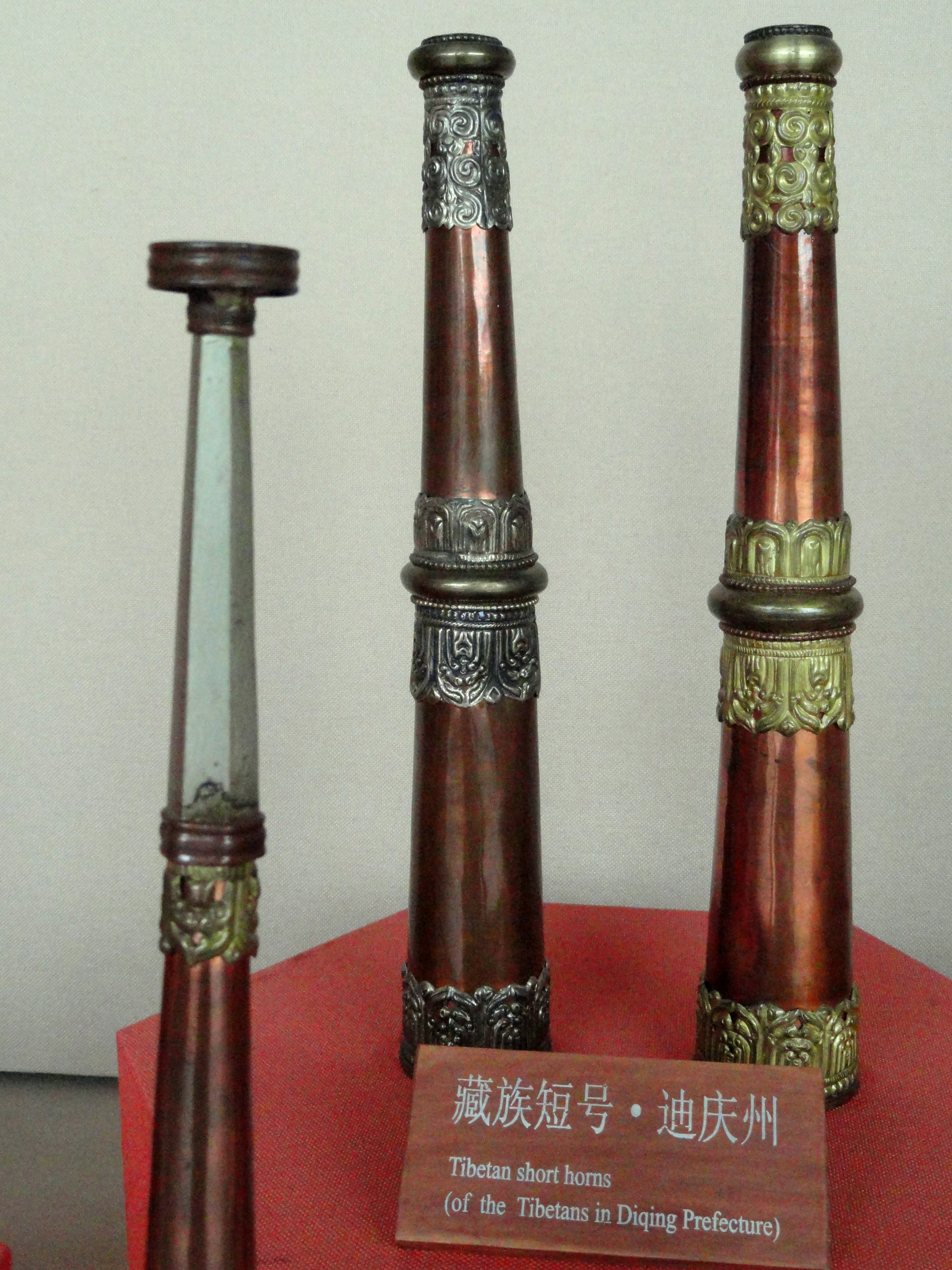
Trompes courtes tibétaines
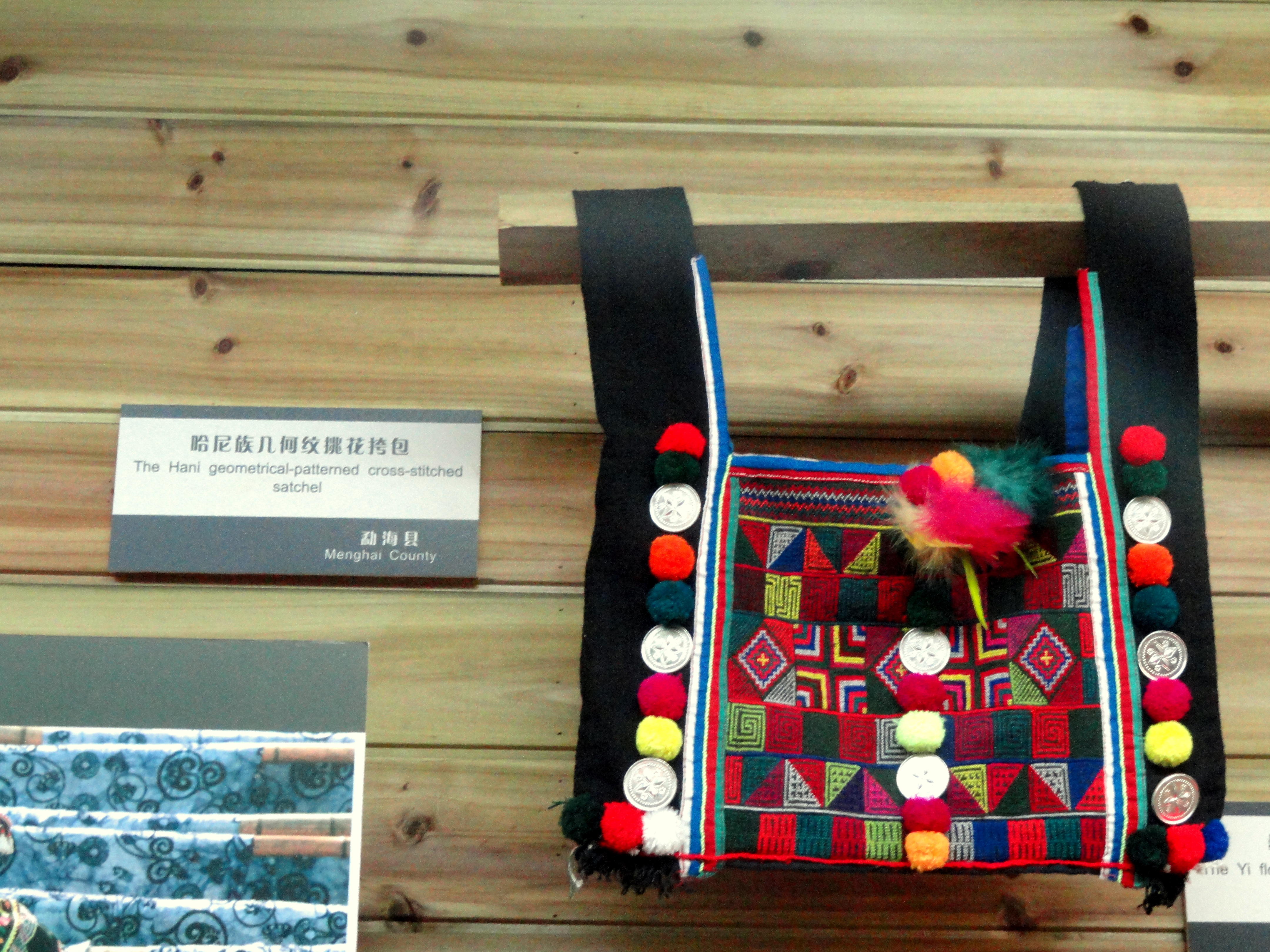
Sac de la minorité Hani
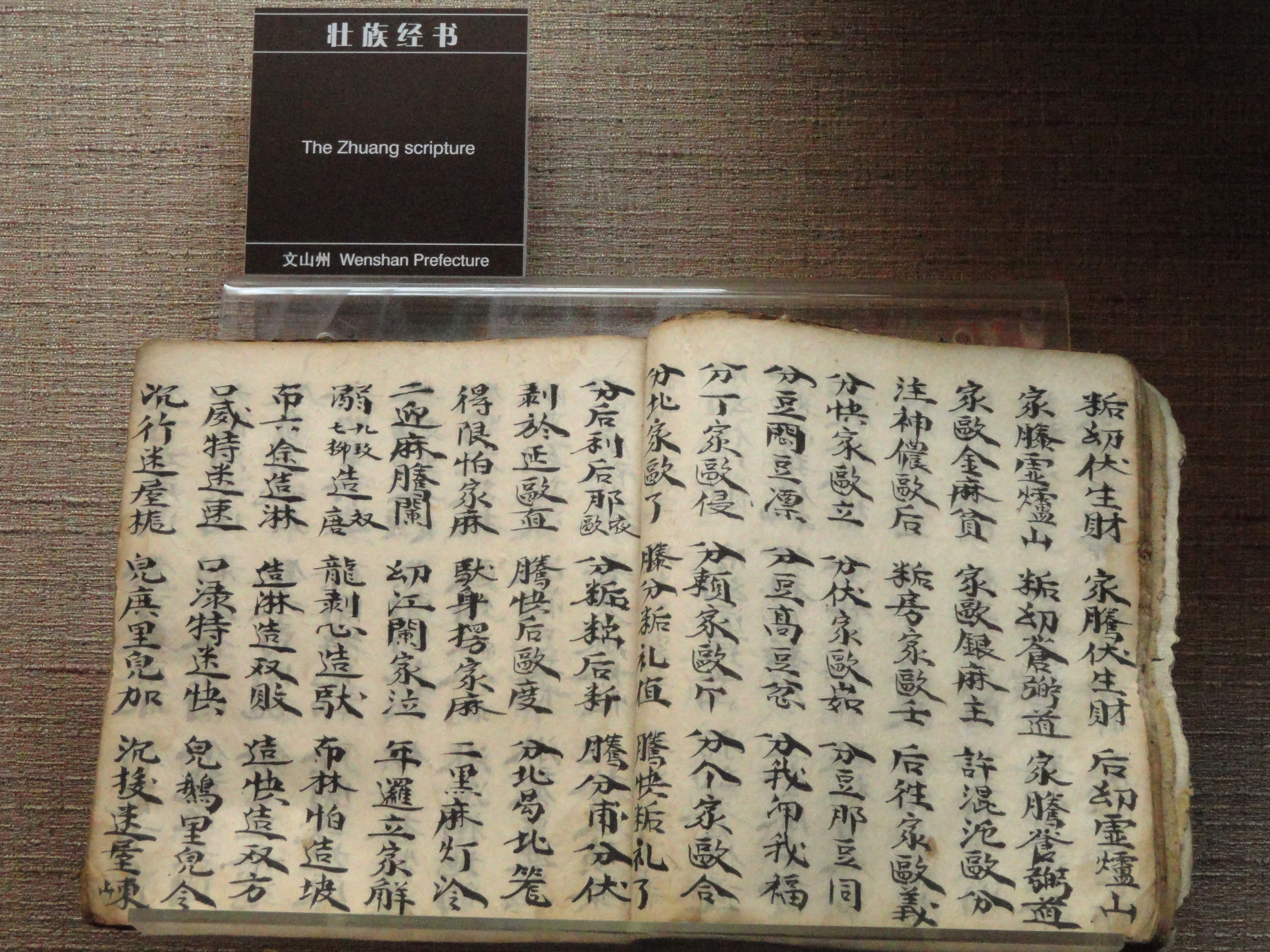
Manuscrit en sawndip des Zhuangs